# Arthur Legat
Arthur Legat,  belgijski dirkač Formule 1, * 1. november 1898, Haine-Saint-Paul, La Louvière, Belgija, † 23. februar 1960, Haine-Saint-Paul, La Louvière, Belgija.
Arthur Legat je pokojni belgijski dirkač Formule 1. Debitiral je v sezoni 1952, ko je nastopil le na domači dirki za Veliko nagrado Belgije, ki jo je sicer končal, a zaradi prevelikega zaostanka za zmagovalcem ni bil uvrščen. Drugič in zadnjič je v Formuli 1 nastopil na domači dirki za Veliko nagrado Belgije v naslednji sezoni 1953, kjer je odstopil. Umrl je leta 1960.

## Popolni rezultati Formule 1
(legenda) (odebeljene dirke pomenijo najboljši štartni položaj, poševne pa najhitrejši krog, †-uvrščen kljub odstopu)
| Leto | Moštvo       | Šasija         | Motor              | 1   | 2   | 3      | 4       | 5   | 6   | 7   | 8   | 9   | Prv | Toč |
| ---- | ------------ | -------------- | ------------------ | --- | --- | ------ | ------- | --- | --- | --- | --- | --- | --- | --- |
| 1952 | Arthur Legat | Veritas Meteor | Veritas Straight-6 | ŠVI | 500 | BEL NC | FRA     | VB  | NEM | NIZ | ITA |     | -   | 0   |
| 1953 | Arthur Legat | Veritas Meteor | Veritas Straight-6 | ARG | 500 | NIZ    | BEL Ret | FRA | VB  | NEM | ŠVI | ITA | -   | 0   |